# Mazapa de Madero
Mazapa de Madero est une municipalité du Chiapas, au Mexique. Elle couvre une superficie de 116,8 km2 et compte 7 769 habitants en 2015.